# Вајтстаун (Индијана)
Вајтстаун (енгл. Whitestown) град је у америчкој савезној држави Индијана.

## Демографија
По попису из 2010. године број становника је 2.867, што је 2.396 (508,7%) становника више него 2000. године.
| Група             | 2000.       | 2010.         |
| Белци             | 464 (98,5%) | 2.543 (88,7%) |
| Афроамериканци    | 0 (0,0%)    | 80 (2,8%)     |
| Азијати           | 1 (0,2%)    | 84 (2,9%)     |
| Хиспаноамериканци | 3 (0,6%)    | 100 (3,5%)    |
| Укупно            | 471         | 2.867         |